# ミス・ジョーンズの背徳
『ミス・ジョーンズの背徳』（The Devil in Miss Jones）は、ジェラルド・ダミアーノにより脚色され、監督された1973年のポルノ映画。

## 概要
ダミアーノは、1972年の『ディープ・スロート』での成功の後、この映画を製作した。映画は、ハリソン（ニューヨーク）のサウスパーク・ドライブに接した家で撮られた。この映画は、続編（『ミス・ジョーンズの背徳2』）と併せて、「ポルノの黄金時代」（大部分は1970年代から1980年代初期）で有名な多くのポルノスターを出演させた古典的ポルノ名画として評価されている。映画は一般市民から広い称賛を得、多くの映画、書籍、テレビ番組の中で言及された。XRCO (The X-Rated Critics Organization) 殿堂入り映画。
「ミス・ジョーンズ」のタイトルを冠した続編は少なくとも6作あるが、大部分の人々はそれらがオリジナルのクオリティに及ばないと考えている。
2006年、VCX（VIDEO CASSETTE X-RATED FILM）社はメディアブラスターズ社に依頼してオリジナルの35 mmフィルムからデジタルマスターを新たに製作し、DVD2枚組の「決定版コレクターズエディション」とした。このDVDは、おそらくこれまで発売された『ミス・ジョーンズの背徳』の中で最高の画質と音質を持っている。そして特典として監督ジェラルド・ダミアーノによる音声解説、主演女優ジョージナ・スペルヴィンの詳細なロングインタビュー、オリジナルの予告編、ケーブルテレビ版、フォトギャラリーが付いている。

## あらすじ
ジョージナ・スペルヴィンは、自殺が唯一の救いだと決意する孤独で陰鬱な未婚女性、ジャスティン・ジョーンズを演じる。浴槽でジャスティンは両手首を切り、浴槽が彼女の血でいっぱいになって静かに息をひきとる。
ミス・ジョーンズは「清らかな」人生を送ったので、彼女は気がつくとリンボ（天国と地獄の中間の場所）にいた。そこで彼女はアバカ（ジョン・クレメンス）という天使に会う。彼は彼女が自殺をしたので、天国に入る資格がないことを告げる。ミス・ジョーンズは自殺という人生でただ一度の無分別で、地獄しか選択肢のないリンボに送られた事に怒り、地獄に送られる前に彼女の欲望を具現化するようアバカに迫った。危険な香りのする「教師」（ハリー・リームス）による痛みと満足を伴う激しい性行為の後、ジャスティンはいくつかの奇妙で性的に常軌を逸した経験をする。その最後は3Pにおける、膣とアナルへの二穴同時挿入であった。
しかし、彼女が欲望を満たす新しい人生を楽しむために与えられた短い時間は尽き、永遠に地獄に封印される時がやってくる。最初は、ミス・ジョーンズは与えられるであろう苦痛に恐怖していたが、アバカは地獄は一般に信じられているような恐ろしい所ではなく、彼女にとって「全く心地よい…」と約束した。
激しいセックス中毒者と成り果てたジャスティンは、彼女よりハエを捕えることに興味がある男性と小さな部屋に閉じ込められているのに気付く。彼女は必死に男にセックスを求めるが、彼は想像上の昆虫の騒音を聞きながら、彼女に静かにするよう要求するばかりであった。
ミス・ジョーンズはマスターベーションでは決して得られないオーガズムを渇望し、永遠に苦しみ叫び続けるという個人的な地獄に陥れられたのだった。

## 続編とリメイク

### The Devil in Miss Jones 2
(1982年、VCA Pictures)邦題は『ミス・ジョーンズの背徳2』

出演 -  ジャクリーン・ロリアンズ、ジョージナ・スペルヴィン、ジャック・ラングラー、アンナ・ヴェンチュラ、ジョアンナ・ストーム、R・ボーラ、シャロン・ミッチェル、ロン・ジェレミー。脚本：エリー・ヘイワード、ヘンリー・パチャード。監督：ヘンリー・パチャード。

### The Devil in Miss Jones 3: A New Beginning
(1986年、VCA Pictures)

出演 - ロイス・アイレス、ジャック・ベーカー、カリーナ・コリンズ、ヴァネッサ・デル・リオ、アンバー・リン、カリ・フォックス、トム・バイロン、ジェニファー・ノクスト、シャネル、ケリー・リチャーズ、ピーター・ノース、マーク・ウォーリス、ポール・トーマス。脚本：グレゴリー・ダーク、ジョニー・ジャンプアップ。監督：グレゴリー・ダーク。

### The Devil in Miss Jones 4: The Final Outrage
(1986年、VCA Pictures)

出演 - ロイス・アイレス、ジャック・ベーカー、パティ・プティット、クリスタラ・バリントン、ケリー・リチャーズ、クリスタ・レーン、タマラ・ロングレー、エリカ・ボイヤー、ポール・トーマス、ロン・ジェレミー、F・M・ブラッドレー。脚本：グレゴリー・ダーク、ジョニー・ジャンプアップ。監督：グレゴリー・ダーク

### The Devil in Miss Jones 5: The Inferno
(1995年、VCA Pictures)邦題は『ミス・ジョーンズの背徳'95[地獄]』

出演 - ジュリー・アシュトン、リップ・ハイマン、タミー・アン、ニコール・レイス、ヴァネッサ・チェイス、バーバラ・ドール、レベッカ・ロード、セレニティ、トム・バイロン、デイヴ・カミングス、マーク・デイビス。脚本：セルウィン・ハリス。監督：グレゴリー・ダーク。

### The Devil in Miss Jones 6
(1999年、VCA Pictures)

出演 - ステイシー・ヴァレンタイン、ヴィッカ、ニキータ、ランディ・スピアーズ、ジュリー・アシュトン、ディジー、ティナ・タイラー、レイシー・オグデン、ペリス・ブルー、アニータ・カーニバル、スコッティ・シュワルツ。監督・脚本：アントニオ・パゾリーニ

### The New Devil in Miss Jones
(2005年、Vivid Entertainment)

出演 - サヴァンナ・サムソン、ジェナ・ジェイムソン、ロクサンヌ・ホール、アンジェリカ・シン、レイチェル・ロッテン、ヴィッキー・ヴェット、ディック・スマザーズ・ジュニア、ニック・マニング、トニー・テデスキー、ジョージナ・スペルヴィン。脚本：ディーン・ナッシュとレーヴェン・タッチストーン。監督：ポール・トーマス。編集：サニー・マローン。
- 2006年AVNアワードの映画部門において、最優秀作品、最優秀監督、最優秀主演女優、最優秀助演女優など9つの賞を獲得[2]。
- オリジナルの主演女優、ジョージナ・スペルヴィンは、セックスシーン無しで、新しいミス・ジョーンズを導く家政婦としてスペシャル・ゲスト出演。